# 林為恭
林為恭（1908年4月10日—1982年12月6日），中華民國政治人物，苗栗縣頭份市人。為望族林清文的長男。曾任苗栗縣頭份鎮鎮長、臺灣省參議會（台灣省議會前身）第一屆參議員、苗栗縣縣長。

## 生平
林為恭在日治時期畢業於新竹中學，之後從事煤礦經營。
1945年中華民國統治台灣後，林為恭出任頭份鎮鎮長。之後出任新竹縣參議員、竹南水利委員會主任委員，以及新竹縣農會理事長。
1960年第四屆苗栗縣長選舉中代表國民黨參選縣長，1964年第五屆苗栗縣長選舉獲國民黨提名，對上曾競選省議員、獲劉派支持的邱慶彰，最後林為恭以86,489票擊敗邱慶彰45,019票當選，在全縣十八個鄉鎮中除公館鄉外，皆勝過邱慶彰。
林為恭在縣長任內做事有條不紊，交遊廣闊，善解人緣。喜歡吃狗肉，只要有人請他吃狗肉，他決不放棄機會。因此被縣民稱為「狗肉縣長」，他也不以為意。縣長卸任後，中央安排出任土地銀行常務監察人。

## 家族
- 林為恭祖父林啓興以製糖致富，有林野數十甲。日本領臺第二年即出任頭份保良局長。[3]:180
- 林為恭之父林清文在日治時期畢業於臺灣總督府國語學校，曾任職板橋林家的林本源事務所。出任頭分庄長。[3]:180
- 林為恭之妹林訪蘭嫁給客家大族吳鴻麟，三子為吳伯雄。1960年林為恭當選苗栗縣長時，其大舅吳鴻麟也當選桃園縣長，創下郎舅同期當選苗栗、桃園縣長的記錄。[3]:180
- 林為恭之弟林為寬曾任臺灣省議員、林為恭次子林佾廷曾任省議員及省府委員；林佾廷長子林久翔曾任省議員。[3]:180-181

## 其他
- 第五屆縣長選舉中，林為恭在公館鄉得票不及邱慶彰。除了邱慶彰為銅鑼鄉中心埔人，他的姑媽邱戊妹是公館知名助產士，與公館有地緣關係外，林為恭一句「我經營的南庄礦業，大學畢業生滿礦坑」亦激怒了一些公館鄉親。選後導致時任國民黨公館民眾服務社主任的江聰仁因輔選不利，向國民黨苗栗縣黨部引咎辭職。[4]:326

## 相關連結
- 台灣地方派系
- 為恭紀念醫院